# Hälsingeleden
Hälsingeleden är en vandringsled i Hälsingland, som sträcker sig 16 mil från Mosjön i söder till Los i norr. Huvudleden går mellan Mosjön och Harsa och är cirka 10 mil. Det finns även anslutningsleder om totalt cirka 7 mil från bland annat Norrlandsporten och sporthallarna i Kilafors, Bollnäs och Arbrå.
På ledens sträckning söderut från Bollnäs passerar leden Tjuvbergets naturreservat sedan väster om Herte, via Hällbo, c:a 7 kilometer söder om Hällbo grenar sig leden vid fäboden Gammelbodarna där en anslutning  österut via Lötbodarna förbi Bältbosjön. Här grenar sig leden ner mot Kilafors, den andra grenen av leden går genom Kölbergets naturvårdsområde mot Knupbodarna här grenar sig leden mot Digerberget och Norrlandsport (före detta skidbacken). Fortsättning söderut från Gammelbodarna följer den bitvis vägar förbi Sundsjön till Nybodarna, här fortsätter den som stig förbi Acktjärbodarna, Hårgabodarna via Mårdnästorp och mot Mosjön. Vid Mårdnästorp finns en anslutning mot Lingbo. 
Vid Mårdnästorp norr om Mosjön ansluter leden till Gästrikeleden.